# Gavino Matta
Gavino Matta (Sassari, 9 giugno 1910 – Sassari, 20 gennaio 1954) è stato un pugile italiano, medaglia d'argento, nei pesi mosca, ai Giochi olimpici di Berlino 1936 e, tra i professionisti, campione d'Italia (1945-1948) e sfidante al titolo europeo della medesima categoria.

## Carriera

### Dilettante
Gavino Matta fu Campione italiano dilettanti nel 1934 a Napoli nei pesi mosca. Si confermò l'anno dopo a Milano e nel 1936 a Roma. 
Fu perciò convocato nella squadra azzurra per i Giochi olimpici di Berlino 1936. Vinse la medaglia d'argento nei pesi mosca dopo aver sconfitto l'olandese Lambillion, il danese Frederiksen e, in semifinale, lo statunitense Louis Daniel Laurie. In finale fu sconfitto dal tedesco Willy Kaiser, con un verdetto molto discutibile .
L'anno dopo, agli europei del 1937, a Milano, Matta avrebbe dovuto affrontare nuovamente Kaiser nella finale per il terzo posto ma il tedesco preferì non presentarsi sul ring e il sassarese vinse la medaglia di bronzo senza combattere. Nello stesso anno concluse la sua carriera dilettantistica ottenendo la medaglia d'argento nella categoria dei gallo ai Campionati nazionali di Ferrara

### Professionista
Passò professionista nel 1938. Il 12 gennaio 1940, a Roma, tentò la scalata al titolo europeo dei mosca contro Enrico Urbinati, che aveva affrontato già due volte, con una vittoria a testa. Fu però costretto all'abbandono all'undicesima ripresa. Tra il 1941 e il 1943, in piena guerra, combatté soltanto due match. Riprese a combattere nel 1944 nella sua Sardegna. 
Il 16 dicembre 1945, a Sassari, conquistò il titolo italiano dei mosca battendo Antonio Morabito per knock-out tecnico all'8º round. Lo difese sette mesi dopo, sempre a Sassari, dall'assalto del romano Otello Belardinelli ai punti. Il 9 novembre 1946 dovette cedere il titolo al corregionale Mario Solinas, che pure in precedenza aveva battuto due volte e pareggiato una. Si rifece battendo nuovamente il rivale 12 marzo 1947, sempre a Sassari, strappandogli nuovamente il titolo.
Combatté il suo ultimo match il 26 luglio 1948 a Bologna contro Guido Nardecchia, al quale dovette cedere la cintura di Campione d'Italia. Poi abbandonò il pugilato agonistico.